# Dorcadion ciscaucasicum
Dorcadion ciscaucasicum — вид жуків-вусачів з підродини ляміїн, роду коренеїдів.

## Опис
Дрібний вусач з відносно широким тілом, смугастими надкрилами, червоними ногами й антенами. Самці 0,97–1,22 см у довжину, самиці трошки більші — 1,18–1,52 см. Тіло вкрите довгими волосками, знизу світлими, згори темними.
Надкрила з білою смугою по передньому краю та світлою волосяною поблизу шва. Поблизу верхівки наявне темночервоне облямування.

## Спосіб життя
Зустрічається в степових пагорбах. Жуки активні з березня до середини травня.

## Ареал та підвиди
Поширений в Україні (Крим), Росії, на Кавказі.
Поділяється на 3 підвиди:
- Dorcadion ciscaucasicum abramovi
- Dorcadion ciscaucasicum ciscaucasicum
- Dorcadion ciscaucasicum mokrzeckii